# Odontoperas obliqualinea
Odontoperas obliqualinea är en fjärilsart som beskrevs av George Thomas Bethune-Baker 1911. Odontoperas obliqualinea ingår i släktet Odontoperas och familjen tandspinnare. Inga underarter finns listade i Catalogue of Life.